# ニーゲル・アマイトサ
ニーゲル・アマイトサ（Nigel Amaitsa、2002年5月26日 - ）は、ケニアのラグビーユニオン選手。

## プロフィール
- ケニア・ナクル出身[2]。
- ポジションはセンター(CTB)。
- 身長 186cm、体重 82kg

## 略歴
2024年、パリ2024五輪の7人制ケニア代表に選ばれた。